# Malinsca-Dobasnizza
Malinsca-Dobasnizza (in croato Malinska-Dubašnica) è un comune di 4 142 abitanti dell'isola di Veglia nella regione litoraneo-montana in Croazia.

## Società

### La presenza autoctona di italiani
È presente una piccola comunità di italiani autoctoni che rappresentano una minoranza residuale di quelle popolazioni italofone che abitarono per secoli la penisola dell'Istria e le coste e le isole del Quarnaro e della Dalmazia, territori che appartennero alla Repubblica di Venezia. La presenza di italiani a Malinsca-Dobasnizza è drasticamente diminuita in seguito all'esodo giuliano dalmata, che avvenne dopo la seconda guerra mondiale e che fu anche cagionato dai "massacri delle foibe".
Nel 1900 la cittadina aveva una minoranza italofona, composta soprattutto da cittadini di origine veneta. Dopo la prima guerra mondiale e l'annessione al Regno di Jugoslavia, una parte della comunità italiana emigrò, altri poterono optare per la cittadinanza italiana, rimanedendo nel borgo di Malinsca e nel suo territorio. In seguito, dopo la seconda guerra mondiale, quasi tutti scelsero la via dell'esodo. Dal censimento del 2011 risulta una larghissima maggioranza di madrelingua croata col 95,79%. È presente però una piccola minoranza italiana, lo 0,35 della popolazione che fa riferimento alla Comunità degli Italiani di Veglia con sede a Veglia.

### Lingue e dialetti
| %      | Ripartizione linguistica (gruppi principali) |
| ------ | -------------------------------------------- |
| 0,93%  | madrelingua bosniaca                         |
| 95,79% | madrelingua croata                           |
| 0,35%  | madrelingua italiana                         |
| 1,02%  | madrelingua albanese                         |
| 0,38%  | madrelingua turca                            |

## Geografia antropica

### Località
Il comune di Malinsca-Dobasnizza è diviso in 21 insediamenti (naselja), di seguito elencati. Tra parentesi il nome in lingua italiana, spesso desueto.
- Barušići (Barussici)
- Bogovići (Bogovici[7])
- Kremenići (Cremenici)
- Ljutići (Gliuttici)
- Malinska (Malinsca), sede comunale
- Maršići (Marsici)
- Milčetići (Milcetici)
- Milovčići (Milovici)
- Oštrobradić (Ostrobradici)
- Porat (Porto[8] di Malinsca)
- Ràdici
- Sabljići (Sablici)
- Sveti Anton (Sant'Antonio di Veglia)
- Sveti Ivan (San Giovanni di Malinsca)
- Sveti Vid-Miholjice (San Vito[7]-San Michele)
- Sršići (Sercici)
- Strilčići (Strilcici[8])
- Turčić (Turcici)
- Vantačići (Porto Fontana)
- Žgombići (Sgombici[8] o Sgombo)
- Zidarići (Sidarici)